# Sommette-Eaucourt
Sommette-Eaucourt – miejscowość i gmina we Francji, w regionie Hauts-de-France, w departamencie Aisne.
Według danych na styczeń 2014 roku gminę zamieszkiwało 159 osób, a gęstość zaludnienia wynosiła 25,4 os./km².